# دسته جمعی (فیلم ۲۰۲۳)
دسته جمعی (انگلیسی: The Collective) یک فیلم اکشن و دلهره‌آور آمریکایی نوشته مت راجرز و جیسون جیمز به کارگردانی تام دنوچی با بازی لوکاس تیل، روبی رز، ساشا بنکس، پل بن-ویکتور، تایریس گیبسون و دان جانسون است. این فیلم در ۴ اوت ۲۰۲۳ منتشر شد.
داستان فیلم در مورد یک جوان به نام مایکل (با بازی روبی رز) است که به عنوان یک عضو جدید در یک سازمان قاتلان مرموز استخدام می‌شود. اما او به زودی متوجه می‌شود که این سازمان تاریکی دارد و ماموریت‌های آن عدالت را رعایت نمی‌کنند. در اولین مأموریت خود، مایکل تصمیم می‌گیرد خود به سرکشی بپردازد و یک گروه خطرناک از قاچاقچیان انسان را ردیابی کند. او در این مسیر با موانعی قدرتمند مواجه می‌شود و باید تمام مهارت‌ها و تصمیمات خود را بکار گیرد تا عدالت را برقرار کند. در این فیلم، همچنین با بازی دون جانسون و تایریز گیبسون نیز روبرو می‌شویم که به عنوان شخصیت‌های کلیدی در داستان حضور دارند و بازی‌های قابل توجهی را ارائه می‌دهند.